# Henri Hoevenaers
Henri Hoevenaers (né le 1er mai 1902 à Anvers et mort le 12 novembre 1958 dans la même ville) est un coureur cycliste belge. Il a notamment été champion du monde sur route amateurs en 1925. Lors des Jeux olympiques de 1924, il a remporté trois médailles : la médaille d'argent de la course sur route individuelle et de la course sur route par équipes (avec Alphonse Parfondry, Jean Van Den Bosch, respectivement sixième et dixième de la course individuelle) et la médaille de bronze de la poursuite par équipes, avec Jean Van Den Bosch, Léonard Daghelinckx, Fernand Saivé. Il a également été quatre fois champion de Belgique sur route amateurs de 1922 à 1925. Il a ensuite été cycliste professionnel de 1926 à 1928. Son père Joseph a également été coureur cycliste au début du siècle, ainsi que son fils Jos, professionnel de 1956 à 1967.

## Palmarès
- 1922
  -  Champion de Belgique sur route amateurs
- 1923
  -  Champion de Belgique sur route amateurs
- 1924
  -  Champion de Belgique sur route amateurs
  -  Médaillé d'argent de la course sur route individuelle des Jeux olympiques
  -  Médaillé d'argent de la course sur route par équipes des Jeux olympiques
  -  Médaillé de bronze de la poursuite par équipes des Jeux olympiques
- 1925
  -  Champion du monde sur route amateurs
  -  Champion de Belgique sur route amateurs
  - 3e du Grand Prix de l'Escaut